# Rajbir Chhikara
Rajbir Chhikara (ur. 30 grudnia 1988) – indyjski zapaśnik walczący w stylu klasycznym. Zajął 33 miejsce na mistrzostwach świata w 2013. Siódmy na mistrzostwach Azji w 2013. Mistrz Wspólnoty Narodów w 2013 i drugi w 2009 w 2011 roku.